# Orientgrönfink
Orientgrönfink (Chloris sinica) är en östasiatisk fågel i familjen finkar inom ordningen tättingar. Den förekommer i östra Ryssland söderut via Korea, Japan och Kina till Vietnam. IUCN kategoriserar den som livskraftig.

## Fältkännetecken

### Utseende
Orientgrönfinken är en medelstor (12,5–14 cm) fink med kraftig näbb och kort, något kluven stjärt. Hanen har gråaktig hjässa och nacke, brunt på mantel och skapularer och likaså brunt på bröst och flanker. Armpennorna är brett kantade i gråvitt och övergumpen är gul. Honan liknar hanen men har mer enfärgat gråbrunt huvud, mattare ovansida och övergump samt mer urtvättad undersida.

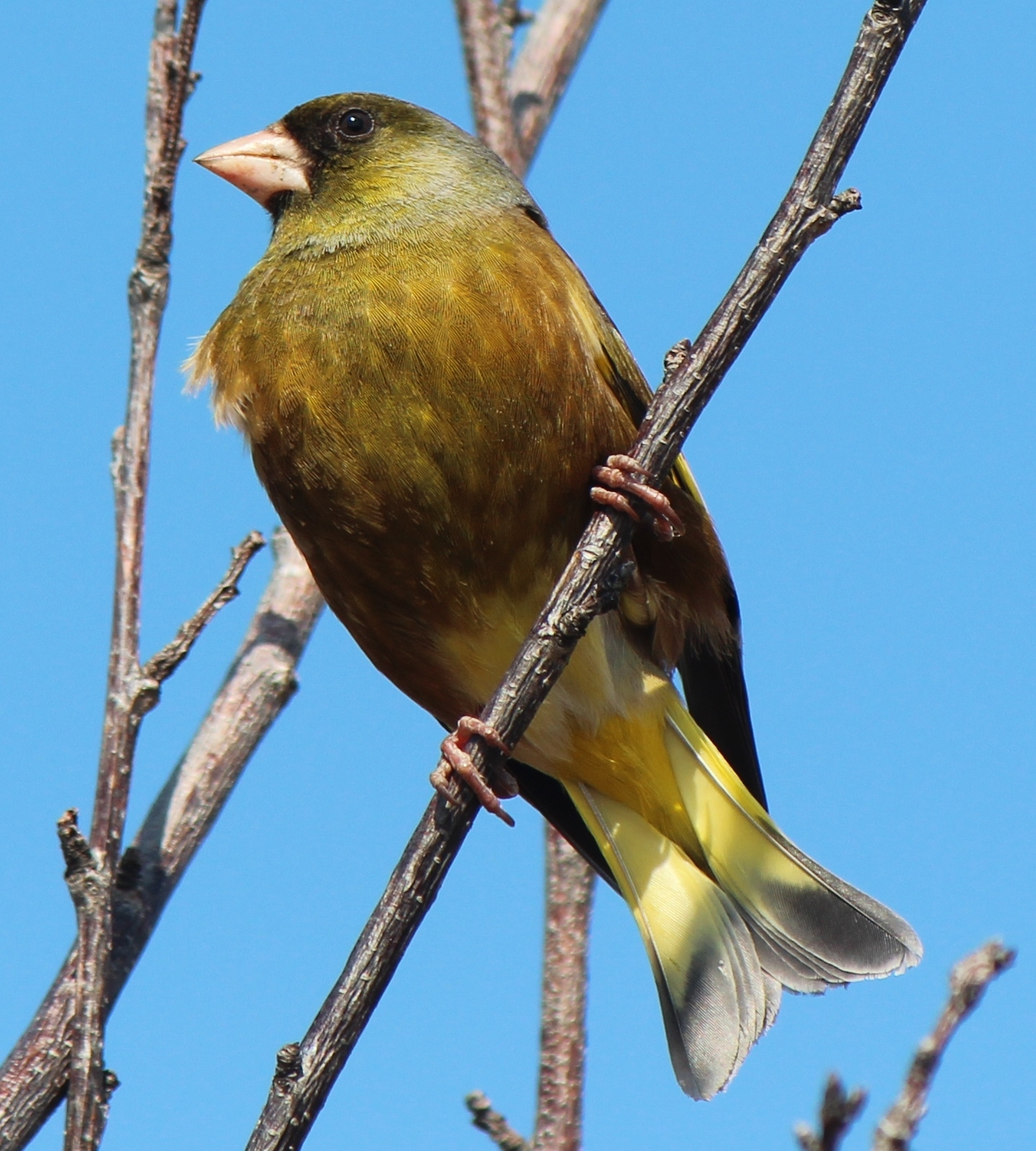

### Läten
Bland lätena hörs ett nasalt "dzweee" och i flykten ett kvittrande "dzi-dz-i-dz-i". Sången, som liksom hos andra grönfinkar ofta levereras i en stelvingad sångflykt, är i stort upprepade serier av lätena.

## Utbredning och systematik
Orientgrönfink delas upp i sex underarter med följande utbredning:
- Chloris sinica sinica – södra, östra och sydöstra Kina samt nordöstra och centrala Vietnam
- Chloris sinica chabarowi – Amurland i Ryssland samt nordöstra Kina (östra Inre Mongoliet till norra Heilongjiang
- Chloris sinica ussuriensis – nordöstra Kina (sydöstra Inre Mongoliet österut till södra Heilongjian, Liaoning och Hebei) till Korea och sydöstra Ryssland (södra Ussuriland)
- Chloris sinica kawarahiba – Kamtjatkahalvön, Kurilerna, Sachalin och nordöstra Hokkaido i Japan; övervintrar söderut till södra och sydöstra Kina, sällsynt till Taiwan
- Chloris sinica minor – förekommer i södra Japan (södra Hokkaido, Honshu, Shikoku och Kyushu, inklusive Izuöarna och Tshushima) och sydligaste Korea (Jeju)
- Chloris sinica kittlitzi – förekommer i södra Japan (Boninöarna och Vulkanöarna)

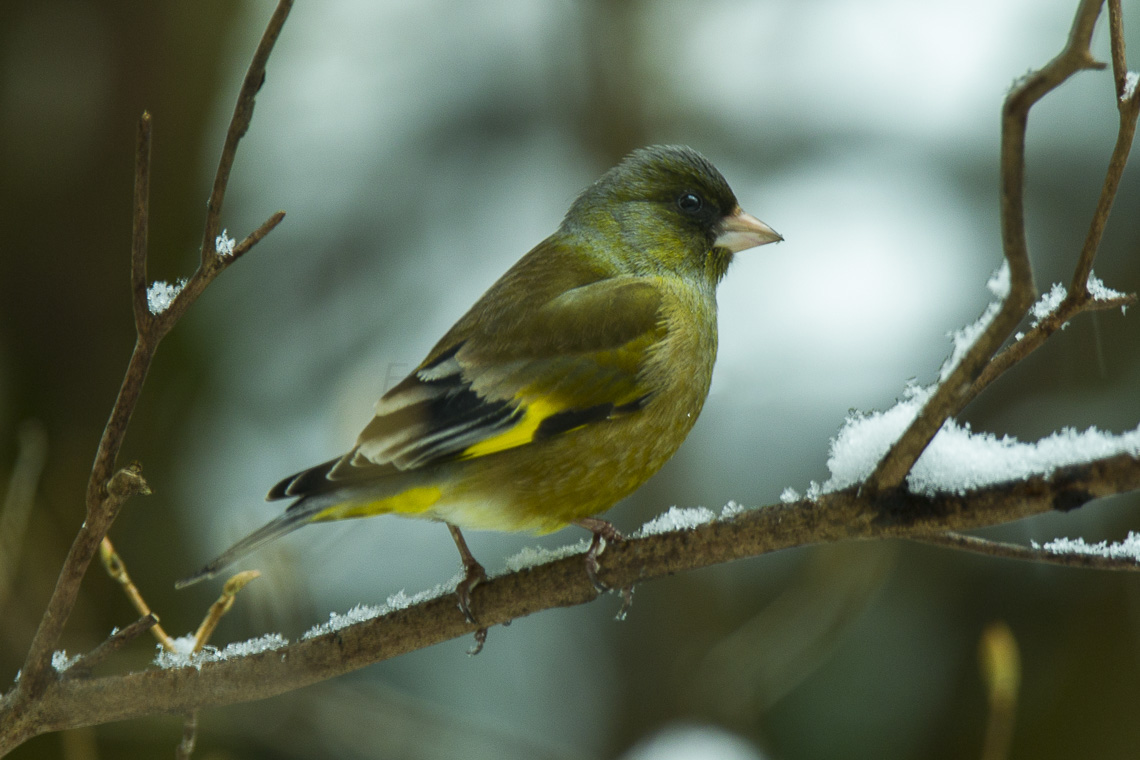
Orientgrönfink fotograferad i Japan.

Underarten chabarowi inkluderas ofta i ussuriensis. Taxonet kittlitzi har ibland urskilts som egen art baserat på studier som visar på genetiska och morfologiska skillnader.
Tillfälligt har orientgrönfinken observerats så långt bort som i USA. Arten har observerats i Sverige, men det har bedömts osannolikt att den nått landet på naturlig väg.

### Släktestillhörighet
Länge placerades grönfinken och dess närmaste släktingar i släktet Carduelis, men genetiska studier har visat att detta är polyfyletiskt, där grönfinkarna endast är avlägset släkt med de övriga och står snarare närmare ökenfinken och finkarna i släktet Rhynchostruthus. Numera urskiljs grönfinkarna därför i det egna släktet Chloris.

## Levnadssätt
Orientgrönfinken förekommer i olika skogstyper samt odlingsbygd i låglänta områden och låga bergstrakter. Den lever mestadels av olika sorters frön från säd, ogräs och buskar. Fågeln häckar mellan mars och augusti och lägger två kullar. Boet är en prydlig skål som placeras på en trädgren två till 20 meter ovan mark. Däri lägger den tre till fem vitaktiga eller svagt gröntonade ägg.

## Status och hot
Arten har ett stort utbredningsområde och en stor population med stabil utveckling och tros inte vara utsatt för något substantiellt hot. Utifrån dessa kriterier kategoriserar internationella naturvårdsunionen IUCN arten som livskraftig (LC). Världspopulationen har inte uppskattats men den beskrivs som vanlig eller lokalt vanlig. Taxonet kittlitzi, av vissa urskild som egen art efter studier (se ovan), är dock mycket fåtalig, med ett bestånd på endast 400 individer. I Japan listas populationen som akut hotad.